# Tinh lạc ngưng thành đường
Tinh lạc ngưng thành đường (Tiếng Trung: 星落凝成糖; Bính âm: Xīng luò níng chéng táng; Tiếng Anh: The Starry Love) là bộ phim truyền hình cổ trang Trung Quốc chuyển thể từ tiểu thuyết cùng tên của Nhất Độ Quân Hoa. Phim do công ty Hoàn Mỹ Thế Giới phối hợp với Hạnh Phúc Lam Hải sản xuất, đạo diễn Chu Duệ Bân, biên kịch Mã Giai và sự tham gia của các diễn viên Lý Lan Địch, Trần Tinh Húc, Hà Tuyên Lâm, Trần Mục Trì,...
Bộ phim được phát sóng lần đầu tại Trung Quốc trên đài truyền hình vệ tinh Giang Tô, Chiết Giang và nền tảng giải trí trực tuyến Youku vào ngày 16 tháng 2 năm 2023.

## Nội dung phim
Hoàng Hậu Nhân tộc sinh đôi hai người con gái – một người chính, một kẻ tà. Tỷ tỷ Thanh Quỳ lương thiện, dịu dàng, được Nhân tộc tôn kính ngưỡng mộ, lại được Thần tộc sắc phong làm Thiên phi. Muội muội Dạ Đàm (Lý Lan Địch thủ vai) thông minh lanh lợi lại bị coi thường, bị hứa gả cho Ma giới làm Ma phi. Lúc Thần giới và Ma giới đón dâu, hai kiệu hoa bị thay đổi khiến cho Dạ Đàm và thần quân Huyền Thương (Trần Tinh Húc thủ vai) trở thành một đôi hoan hỉ oan gia. Còn Thanh Quỳ xuống Ma giới, trở thành con cờ để Tam điện hạ Trào Phong tranh giành quyền lực.
Nguy cơ diệt thế bất ngờ ập đến, Tứ giới biết được đôi tỷ muội song sinh này có liên quan tới tồn vong của Tứ giới, muốn giết chết bọn họ. Tỷ muội hai người can đảm phá tan hiểm cảnh, nghênh đón bình minh sau màn đêm.

## Diễn viên và nhân vật

### Nhân vật chính
| Diễn viên     | Nhân vật           | Giới thiệu |
| ------------- | ------------------ | --- |
| Trần Tinh Húc | Thiếu Điển Hữu Cầm | Huyền Thương quân Thiếu Điển Hữu Cầm, trưởng tử của Thiên đế, huynh trưởng của Thiếu Điển Thanh Hành và Thiếu Điển Tử Vu. Lúc còn nhỏ Thiếu Điển Hữu Cầm chứng kiến cảnh tượng bi thảm khi sư phụ nhảy vào Quy Khư mà chết, từ đó không thể nào quên, 1500 năm tu luyện bỏ qua tình cảm. Đến khi Dạ Đàm mang thân phận Thanh Quỳ xuất hiện, từ đây Thiếu Điển Hữu Cầm mới dần dần bị cô nàng cứng cỏi này thay đổi. Chẳng bao lâu sau, Quy Khư tan vỡ, Huyền Thương quân Thiếu Điển Hữu Cầm xả thân cứu Tứ giới, thần thức bị chia thành 3 phần. |
| Trần Tinh Húc | Lạc Mục Hữu Cầm    | Lạt Mục Hữu Cầm bị người trong thôn gọi là hỏa yêu, kỳ thật hắn lương thiện tốt bụng, lặng lẽ bảo vệ người dân, thích uống rượu. |
| Trần Tinh Húc | Mai Hữu Tình       | . |
| Trần Tinh Húc | Văn Nhân           | . |
| Lý Lan Địch   | Ly Quang Dạ Đàm    | Em gái song sinh của Thanh Quỳ, nhưng khác với Thanh Quỳ, Dạ Đàm từ lúc mới sinh đã bị cho là xui rủi, không được phụ vương yêu thích. Dạ Đàm hào phóng cứng cỏi nhưng sau khi vào Thiên giới cũng gây ra không ít tai họa. Về sau Thiếu Điển Hữu Cầm táng thân vì Tứ giới, Dạ Đàm xuống thế gian tìm kiếm ba thần thức đang bị phân tán của Thiếu Điển Hữu Cầm. |
| Hà Tuyên Lâm  | Ly Quang Thanh Quỳ | Công chúa nhân tộc, tỷ tỷ của Dạ Đàm, lúc nàng sinh ra, trời giáng thánh quang, được vạn dân kính yêu, phụ vương cưng chiều như bảo bối. Nàng và Dạ Đàm là tỷ muội song sinh mà số phận hoàn toàn đối lập, bởi vậy nàng vẫn luôn yêu thương, bảo vệ muội muội. Tính cách nàng nhu mì lương thiện, từ lúc vào nhầm Trầm Uyên giới liền bị người Trầm Uyên khinh thường. Sau được Tam hoàng tử Trào Phong trợ giúp, Thanh Quỳ mở y quán dưới Trầm Uyên, dần dần được lòng người, cuối cùng trở thành một y giả quang minh chính đại.               |
| Trần Mục Trì  | Trào Phong         | Trầm Uyên giới tam hoàng tử, trong mắt người khác chỉ là một kẻ háo sắc vô dụng, thực ra hắn âm thầm mưu đại nghiệp xưng vương từ lâu. Trước đại lễ đón dâu, tráo đổi Thanh Quỳ và Dạ Đàm. Về sau Thanh Quỳ xuống Trầm Uyên giới, Trào Phong luôn làm bộ che chở nàng, thực chất chỉ để lợi dụng vị công chúa lương thiện này. Chẳng ngờ, Trào Phong dần dần bị Thanh Quỳ cảm hóa, nảy sinh chân tình. |

### Nhân Vật Phụ

#### Thiên Giới
| Diễn viên         | Nhân vật              | Giới thiệu |
| ----------------- | --------------------- | --- |
| Chu Thiết         | Thiếu Điển Tiêu Y     | Thiên Đế,... |
| Khổng Thiên Thiên | Nghê Hồng Thượng Thần | Thiên Hậu |
| Chu Chiêm         | Thiếu Điển Thanh Hành | Em trai của Huyền Thương quân, là thiên đế kế nhiệm, thích Hồ Tuy tiên tử.                                                                                             |
| Đới Nhã Kỳ        | Thiếu Điển Tử Vu      | Công chúa Thiên giới, em gái Thiếu Điển Hữu Cầm. Thiếu chủ Thú tộc là Đế Lam Tuyệt biến thân thành ấu khuyển, nàng đặt cho hắn cái tên là A Thải, che chở như sủng vật |
| Bạch Dư Phi       | Hồ Tuy / Tô Chi       | Tiên nữ cấp thấp trên thiên giới, từng được Dạ Đàm cứu giúp. Có tình cảm với Thiếu Điển Thanh Hành.                                                                    |
| Lý Bảo Nhi        | Linh Phác Tổ Sư       | |
| Lục Tuấn Giao     | Tiêu Vũ Tiên Tôn      | |
| Phó Hoành Thanh   | Lôi Đình Tiên Tôn     | |
| Tào Kiệt          | Phi Trì               | |
| Lý Quân Triết     | Hàn Mặc               | |
| Trương Thành Lãng | Nhị Lang Thần         | |
| Trần Tư Triệt     | Bích Khung Tiên Tử    | |
| Ngụy Bính Diệp    | Thôi Vân              | |
| Tào Tuấn          | Thanh Lê Tiên Quân    | |
| Chu Tường         | Hoa Thiên Tướng Quân  | |
| Trình Thành       | Huyền Quang Thần Quân | |
| Tát Đỉnh Đỉnh     | Ngự Hạc Tiên nhân     | |
| Cao Ngọc Khanh    | Trà Thần Lục Vũ       | |

#### Trầm Uyên Giới
| Diễn viên        | Nhân vật         | Giới thiệu                                                                          |
| ---------------- | ---------------- | ----------------------------------------------------------------------------------- |
| Đường Quốc Trung | Viêm Phương      |                                                                                     |
| Hồ Nhiên         | Anh Chiêu        |                                                                                     |
| Uyển Nhiễm       | Tuyết Khuynh Tâm | Trầm Uyên giới Tuyết phi, mẫu phi của Tam điện hạ Trào Phong                        |
| Tưởng Tiêu Lâm   | Ô Đại            | Trầm Uyên giới đại hoàng tử,hữu dũng vô mưu nhưng cũng rất đáng yêu.Thích Thanh Quỳ |
| Đang Tăng Tấn Mỹ | Đỉnh Vân         | Trầm Uyên giới nhị hoàng tử, mưu mô nhưng chẳng có bản lĩnh gì                      |
| Cơ Thiên Ngữ     | Già Lâu La       |                                                                                     |
| Tào Bác          | Cốc Hải Triều    |                                                                                     |
| Vương Nhược Khê  | Tố Thủy          |                                                                                     |
| Lý Long          | Ty Tào           |                                                                                     |
| Cung Chính Diệp  | Cửu Âm Đỉnh      |                                                                                     |
| Cung Chính Diệp  | Chúc Đoạn Sơn    |                                                                                     |

#### Thú Giới
| Diễn viên    | Nhân vật      | Giới thiệu |
| ------------ | ------------- | --- |
| Hạ Gia Vĩ    | Thú Vương     | |
| Vu Dương     | Thú Vương Hậu | |
| Tần Thiên Vũ | Đế Lam Tuyệt  | Thiếu chủ Thú tộc, Thanh mai trúc mã của Dạ Đàm, thích Dạ Đàm nhưng không được đáp lại. Về sau có cảm tình với công chúa Thiên giới Tử Vu. |
| Vương Lệ Na  | Mạn Mạn       | |